# Папирус Эберса
Папирус Эберса — древнеегипетское медицинское сочинение (трактат), написанное иератическим письмом на папирусе. Наряду с папирусом Эдвина Смита, относится к старейшим из известных сохранившихся рукописей и, в особенности, текстов медицинского содержания. Содержит обширный список различных болезней, их симптомов, диагностику и методы лечения. В нём имеется, в частности, описание приготовления лекарств и методов лечения в областях травматологии, борьбы с паразитами, стоматологии, а также по гинекологии и контрацепции.
Помимо научно-медицинских рекомендаций в трактате приводятся различные магические формулы, которые должны содействовать успеху лечения. Кроме того, в папирусе имеются и астрономические наблюдения — в частности, о гелиакическом восходе Сириуса 9-го эпифи в 9-й год правления фараона Аменхотепа I.

## Обнаружение и датировка
Купленный Эдвином Смитом в Луксоре в 1862 году папирус в 1872/873 году был приобретён (15 тысяч талеров от саксонского короля + 25 тысяч талеров экспедиционных денег от университета) немецким египтологом Георгом Эберсом для Лейпцигского музея. Сам папирус имел вид длинного свитка (более 20 метров длиной). В 1874 году он был опубликован Г. Эберсом.
В годы Второй мировой войны, вследствие бомбардировок Лейпцига англо-американской авиацией, папирус сильно пострадал. Из 108 разделов списка (разделы 28-29 были при составлении пропущены) погибли разделы 48, 49, 55, 80-82, 93/110, 98/106, 99, 100/104, 101, 102/103 и 105. Сильно повреждены и сохранились лишь во фрагментах разделы 54, 56, 94 и 109. В настоящее время он хранится в библиотеке Лейпцигского университета.
Ранее большинство исследователей относили создание папируса Эберса к последней четверти XVI века до н. э. (версия Рихарда Лепсиуса). Однако современные палеографические исследования доказывают, что папирус написан несколькими десятилетиями ранее, в годы правления фараона Яхмоса I и, по всей видимости, содержит извлечения из ещё более ранних сочинений.

## Содержание

### Медицинское
Папирус Эберса представляет собой своего рода «медицинскую энциклопедию» древних египтян. В нём содержится более 900 прописей лекарств для лечения болезней желудочно-кишечного тракта, дыхательной и сердечно-сосудистой систем, нарушений слуха и зрения, разного рода инфекционных процессов и глистных инвазий. Египетские врачеватели пользовались мазями, пластырями, примочками, микстурами, клизмами и другими лекарственными формами. Основами для приготовления лекарств служили молоко, мёд, пиво, вода священных источников, растительные масла. Некоторые прописи содержали до 40 компонентов, многие из которых не удаётся пока идентифицировать, что затрудняет их изучение. В состав лекарств входили растения (лук, гранат, алоэ, виноград, финики, снотворный мак, лотос, папирус), минеральные вещества (сера, сурьма, железо, свинец, алебастр, сода, глина, селитра), а также части тела различных животных.
Помимо глав о заболеваниях глаз и кожи, а также кишечника и борьбе с глистами и прочими паразитами, в папирусе рассматриваются вопросы гинекологии и предохранения от беременности, хирургического лечения нарывов и опухолей, стоматологии, вправления вывихов и ухода за ожогами. Отдельная глава посвящена работе сердца и кровеносных сосудов. Хотя египтяне приписывали деятельности сердца гораздо большее значение — в том числе «управление» всеми жидкостями человеческого тела (движением мочи, пота, слёз, спермы), в то же время они правильно указывали на нахождение кровеносных сосудов во всех частях тела и на сердце — как их центр и движущую силу крови. Кроме этого, небольшой раздел посвящён нервным заболеваниям (депрессиям).
Здесь содержится первое описание симптомов, соответствующих мигрени, которую называли болезнью половины головы (ges-tep).

### Астрономическое
На обратной стороне списка находятся замечания по поводу гелиакического восхода Сириуса, записанные позднее основного текста, не имеющие с ним связи и сделанные в период между 1531 и 1516 годами до н. э. 
Здесь также сделаны заметки календарного содержания относительно лет правления фараона Аменхотепа I. Указывается, что день 9-го эпифи является новогодним в древнеегипетском лунном календаре.